# Ramon Voorn
Ramon Voorn (Berg en Terblijt, 1 mei 1987) is een Nederlands profvoetballer die bij voorkeur als middenvelder speelt. Hij is een zoon van Dick Voorn.

## Carrière
Hij begon ooit met voetballen bij Vv. Berg ‘28 & RKASV, maar speelde de meeste jaren van zijn jeugd bij PSV. Zijn professionele debuut maakte hij in het shirt van MVV; vervolgens speelde hij bij Fortuna Sittard. Voorn is een zoon van Dick Voorn die als assistent-trainer werkte met Bert van Marwijk, onder andere bij Fortuna Sittard, Feyenoord en het Nederlands Elftal. Tevens was Voorn in het seizoen 2008/09 trainer bij SV Meerssen B2. Vanwege een meningsverschil met trainer Peter van Vossen werd hij in de winter van 2015 door Fortuna Sittard geruild met Joeri Schroyen van VVV-Venlo. Na afloop van het seizoen 2014/15 kreeg de voormalig aanvoerder van de Sittardse eerstedivisionist te horen dat hij transfervrij mocht vertrekken ondanks een nog een jaar doorlopend contract. Na 2015 zette Voorn zijn spelersloopbaan voort in het Belgische amateurvoetbal.

### Carrièrestatistieken
| Seizoen | Club              | Competitie                   | Competitie | Competitie | Beker | Beker | Overig | Overig | Totaal | Totaal |
| Seizoen | Club              | Competitie                   | Wed.       | Dlp.       | Wed.  | Dlp.  | Wed.   | Dlp.   | Wed.   | Dlp.   |
| ------- | ----------------- | ---------------------------- | ---------- | ---------- | ----- | ----- | ------ | ------ | ------ | ------ |
| 2005/06 | MVV               | Eerste divisie               | 4          | 0          | 0     | 0     | –      | –      | 4      | 0      |
| 2006/07 | MVV               | Eerste divisie               | 11         | 0          | 1     | 0     | –      | –      | 12     | 0      |
| 2007/08 | Fortuna Sittard   | Eerste divisie               | 15         | 0          | 0     | 0     | –      | –      | 15     | 0      |
| 2008/09 | Fortuna Sittard   | Eerste divisie               | 27         | 1          | 2     | 0     | –      | –      | 29     | 1      |
| 2009/10 | Fortuna Sittard   | Eerste divisie               | 34         | 4          | 1     | 0     | –      | –      | 35     | 4      |
| 2010/11 | Fortuna Sittard   | Eerste divisie               | 31         | 3          | 1     | 0     | –      | –      | 32     | 3      |
| 2011/12 | Fortuna Sittard   | Eerste divisie               | 30         | 2          | 1     | 0     | –      | –      | 31     | 2      |
| 2012/13 | Fortuna Sittard   | Eerste divisie               | 30         | 5          | 1     | 0     | 2      | 0      | 33     | 5      |
| 2013/14 | Fortuna Sittard   | Eerste divisie               | 31         | 6          | 0     | 0     | 2      | 0      | 33     | 6      |
| 2014/15 | Fortuna Sittard   | Eerste divisie               | 17         | 0          | 2     | 1     | –      | –      | 19     | 1      |
| 2014/15 | → VVV-Venlo       | Eerste divisie               | 15         | 0          | 0     | 0     | 4      | 0      | 19     | 0      |
| 2015/16 | Bocholter VV      | Derde klasse B               | 10         | 2          | 2     | 0     | –      | –      | 12     | 2      |
| 2016/17 | Eendracht Termien | Eerste Provinciale Limburg   | ?          | 9          | ?     | 2     | –      | –      | ?      | 11     |
| 2017/18 | Eendracht Termien | Derde klasse amateurs B      | 26         | 7          | 2     | 1     | –      | –      | 28     | 8      |
| 2018/19 | Eendracht Termien | Derde klasse amateurs B      | 27         | 3          | 1     | 0     | –      | –      | 28     | 3      |
| 2019/20 | Eendracht Termien | Derde klasse amateurs B      | 23         | 5          | 1     | 1     | –      | –      | 24     | 5      |
| 2020/21 | Eendracht Termien | Derde klasse amateurs B      | 4          | 4          | 1     | 0     | –      | –      | 5      | 4      |
| 2021/22 | Berg en Dal VV    | Eerste Provinciale Antwerpen | 25         | 8          | 3     | 0     | –      | –      | 28     | 8      |
| 2022/23 | Berg en Dal VV    | Eerste Provinciale Antwerpen | 27         | 10         | 0     | 0     | –      | –      | 27     | 10     |
| 2023/24 | Berg en Dal VV    | Derde afdeling               | 24         | 5          | 1     | 0     | –      | –      | 26     | 5      |